# 1166
Năm 1166 trong lịch Julius.

## Sinh
- Shunten, lãnh chúa đầu tiên và là người sáng lập ra vương triều Thuấn Thiên của Okinawa từ năm 1187